# العلاقات اليابانية البوروندية
العلاقات اليابانية البوروندية هي العلاقات الثنائية التي تجمع بين اليابان وبوروندي.

## مقارنة بين البلدين
هذه مقارنة عامة ومرجعية للدولتين:
| وجه المقارنة                                              | اليابان         | بوروندي                                    |
| --------------------------------------------------------- | --------------- | ------------------------------------------ |
| المساحة (كم2)                                             | 377.97 ألف      | 27.83 ألف                                  |
| عدد السكان (نسمة)                                         | 126.79 مليون    | 10.86 مليون                                |
| الكثافة السكانية (ن./كم²)                                 | 335.45          | 390.23                                     |
| العاصمة                                                   | طوكيو           | بوجومبورا، جيتيغا                          |
| اللغة الرسمية                                             | اللغة اليابانية | اللغة الكيروندية، لغة فرنسية، لغة إنجليزية |
| العملة                                                    | ين ياباني       | فرنك بوروندي                               |
| الناتج المحلي الإجمالي (بليون دولار)                      | 4.87 تريليون    | 3.48 مليار                                 |
| الناتج المحلي الإجمالي (تعادل القوة الشرائية) بليون دولار | 5.18 تريليون    | 8.13 مليار                                 |
| الناتج المحلي الإجمالي الاسمي للفرد دولار أمريكي          | 34.52 ألف       | 277                                        |
| الناتج المحلي الإجمالي للفرد دولار أمريكي                 | 36.62 ألف       | 77                                         |
| مؤشر التنمية البشرية                                      | 0.903           | 0.400                                      |
| رمز المكالمات الدولي                                      | +81             | +257                                       |
| رمز الإنترنت                                              | .jp             | .bi                                        |
| المنطقة الزمنية                                           | توقيت اليابان   | ت ع م+02:00                                |

## منظمات دولية مشتركة
يشترك البلدان في عضوية مجموعة من المنظمات الدولية، منها:
| علم المنظمة | اسم المنظمة                               | تاريخ انضمام اليابان | تاريخ انضمام بوروندي |
| ----------- | ----------------------------------------- | -------------------- | -------------------- |
|             | يونسكو                                    | 2 يوليو 1951         | 16 نوفمبر 1962       |
|             | مؤسسة التمويل الدولية                     | 20 يوليو 1956        | 28 نوفمبر 1979       |
|             | المركز الدولي لتسوية المنازعات الاستشارية | 16 سبتمبر 1967       | 5 ديسمبر 1969        |
|             | منظمة حظر الأسلحة الكيميائية              | ?                    | ?                    |
|             | مؤسسة التنمية الدولية                     | 27 ديسمبر 1960       | 28 سبتمبر 1963       |
|             | منظمة التجارة العالمية                    | ?                    | 23 يوليو 1995        |
|             | وكالة ضمان الاستثمار متعدد الأطراف        | 12 أبريل 1988        | 10 مارس 1998         |
|             | الاتحاد البريدي العالمي                   | ?                    | ?                    |
|             | الاتحاد الدولي للاتصالات                  | 29 يناير 1879        | 16 فبراير 1963       |
|             | منظمة الشرطة الجنائية الدولية             | ?                    | ?                    |
|             | الأمم المتحدة                             | 18 ديسمبر 1956       | 18 سبتمبر 1962       |
|             | البنك الدولي للإنشاء والتعمير             | 13 أغسطس 1952        | 28 سبتمبر 1963       |
|             | البنك الإفريقي للتنمية                    | ?                    | ?                    |

## وصلات خارجية
- موقع وزارة الخارجية اليابانية